# Joeri Andropov
Joeri Vladimirovitsj Andropov (Russisch: Юрий Владимирович Андропов) (Nagoetskaja (kraj Stavropol, Rusland), 15 juni 1914 – Moskou, 9 februari 1984) was een Sovjet-Russisch politicus. Gedurende vijftien maanden was hij secretaris-generaal van de Communistische Partij van de Sovjet-Unie.

## Biografie
Joeri Andropov, geboren in 1914, groeide op tijdens turbulente tijden in de Sovjet-Unie. Zijn jeugd werd beïnvloed door de Russische Revolutie en de daaropvolgende politieke verschuivingen. In 1936 werd hij functionaris van de communistische jeugdorganisatie Komsomol. Tijdens de Grote Zuivering (Stalin liet honderden regerings- en legerfunctionarissen op beschuldiging van spionage of verraad executeren) klom Andropov snel op in de Komsomol. Hij werd in 1939 lid van de Communistische Partij van de Sovjet-Unie (CPSU) en maakte carrière in Moskou. In 1940 werd hij secretaris van Komsomol.
Toen de Duitsers binnenvielen tijdens Operatie Barbarossa vocht Andropov als partizaan (verzetsstrijder) achter de Duitse linies. In de loop van de Tweede Wereldoorlog kwam Andropov in aanraking met de Russische veiligheidsdienst NKVD. Na de oorlog vervulde Andropov veel verschillende belangrijke partijfuncties. Na de dood van Stalin in 1953 werd hij 'weggepromoveerd' als ambassadeur van de USSR in Hongarije. Hier wist hij de Hongaarse Opstand neer te slaan door de zittende politici te laten arresteren. Tegenstanders noemden hem "volstrekt meedogenloos". De leiders van de Hongaarse Opstand, waaronder Pál Maléter en Imre Nagy, werden korte tijd later geëxecuteerd. Na de Hongaarse Opstand klom Andropov verder op in de gelederen van de CPSU.
Een jaar later keerde Andropov vanuit Boedapest terug naar Moskou. In 1961 werd hij verkozen tot volledig lid van het Centraal Comité van de CPSU en een jaar later werd hij opgenomen in het secretariaat van het Centraal Comité. In 1967 benoemde Leonid Brezjnev, toenmalig leider van de Sovjet-Unie, Andropov tot hoofd van de KGB. Zes jaar later werd Andropov ook lid van het Politbureau, het hoogste orgaan van de Communistische Partij. Andropov leidde de KGB tot 1982.
In 1977 overtuigde hij Brezjnev dat het Ipatjev-huis, waar Nicolaas II en zijn familie waren vermoord door communisten, een bedevaartsoord zou worden voor Russische en buitenlandse aanhangers van de monarchie. Het huis werd daarom in 1977 gesloopt.

### Opvolger Brezjnev
Toen Brezjnev begin november 1982 overleed benoemde het Politbureau Andropov tot secretaris-generaal van de partij, wat hem tot de machtigste persoon van de Sovjet-Unie maakte. Een van zijn belangrijkste rivalen was Konstantin Tsjernenko, die hem later inderdaad zou opvolgen. In juni 1983 werd Andropov als voorzitter van het presidium van de Opperste Sovjet het staatshoofd van de Sovjet-Unie.
Andropov onderkende de slechte staat waarin de economie van de Sovjet-Unie verkeerde en voerde een aantal politieke hervormingen door. Een voorbeeld hiervan was het hard aanpakken van corruptie door Sovjetambtenaren, verschillende mensen werden opgepakt en zelfs geëxecuteerd. Hij richtte zich ook op de verbetering van de werkdiscipline. Ook werden er heel voorzichtige economische experimenten gehouden in de vorm van het Nieuw Economisch Mechanisme. Daarnaast was Andropov verantwoordelijk voor de inbreng van Michail Gorbatsjov in het Politbureau van de Sovjet-Unie. Gorbatsjov zou de herstructureringsideeën van Andropov een paar jaar later als nieuwe leider van het land ten uitvoering brengen.
Op 1 september 1983 kwam Korean Air-vlucht 007 door een navigatiefout in een verboden deel van het luchtruim van de Sovjet-Unie terecht. Hierop werd de Boeing 747 iets ten westen van het eiland Sachalin door vier straaljagers gevolgd en met een raket neergeschoten. Er waren geen overlevenden. Andropov weigerde aanvankelijk toe te geven dat de Sovjet-Unie hierin een rol had gespeeld. Het neerschieten van dit toestel veroorzaakte wereldwijd een storm van protest.
Andropov erfde de uitzichtloze oorlog met Afghanistan van Brezjnev. De Amerikaanse president Ronald Reagan voerde de druk op tegen de Sovjet-Unie, die hij in 1983 het "Evil Empire" had genoemd. Reagan gebruikte de economische macht van de Verenigde Staten om nieuwe militaire technologie te ontwikkelen. De economisch veel zwakkere Sovjet-Unie kon zich een dergelijke wapenrace niet veroorloven, maar verhoogde toch het defensiebudget wat ten koste ging van de economie.
Door zijn slechte gezondheid kon Andropov tijdens zijn eigen bewind weinig hervormingen waarmaken. Artsen constateerden diabetes, hoge bloeddruk en chronische problemen met de nieren. In 1983 liet Andropov verstek gaan bij de jaarlijkse parade van het Sovjetleger; een jaar eerder had de toen doodzieke Brezjnev de parade wel bijgewoond.
Joeri Andropov overleed op 9 februari 1984 op 69-jarige leeftijd. Hij was sinds augustus 1983 niet meer in het openbaar verschenen en was niet meer dan 14 maanden als hoogste leider van de partij en het land actief geweest. Andropov werd, tegen zijn wens in, opgevolgd door Konstantin Tsjernenko, die 72 jaar oud was op dat moment. In december 1983, vlak voor zijn dood, had Andropov zijn voorkeur voor Gorbatsjov uitgesproken.

## Tijdlijn leiders Sovjet-Unie
Vladimir Lenin · Jozef Stalin · Nikita Chroesjtsjov · Leonid Brezjnev · Joeri Andropov · Konstantin Tsjernenko · Michail Gorbatsjov
- Bibsys: 90086274
- Bibliothèque nationale de France: cb11963057s (data)
- CiNii: DA00527994
- Gemeinsame Normdatei: 118649310
- International Standard Name Identifier: 0000 0001 1453 1337
- Library of Congress Control Number: n82156220
- Nationale Bibliotheek van Letland: 000076856
- Bibliotheek van het Japanse parlement: 00431538
- Nationale Bibliotheek van Tsjechië: jn20000600249
- Nationale bibliotheek van Australië: 36578406
- Nationale Bibliotheek van Israël: 987007300197805171
- Nationale Bibliotheek van Polen: a0000001714790
- Nationale en Universitaire bibliotheek Zagreb: 000165880
- Nederlandse Thesaurus van Auteursnamen: 069433755
- Réseau des bibliothèques de Suisse occidentale: 02-A000007648
- Istituto Centrale per il Catalogo Unico: CFIV006876
- LIBRIS: 35970
- SNAC: w6w80h53
- Système universitaire de documentation: 027630773
- Trove: 1303053
- Virtual International Authority File: 98361393
- WorldCat: E39PBJgmJmdP4vwWxfXXWgCbBP